# St-Pierre (Genainville)

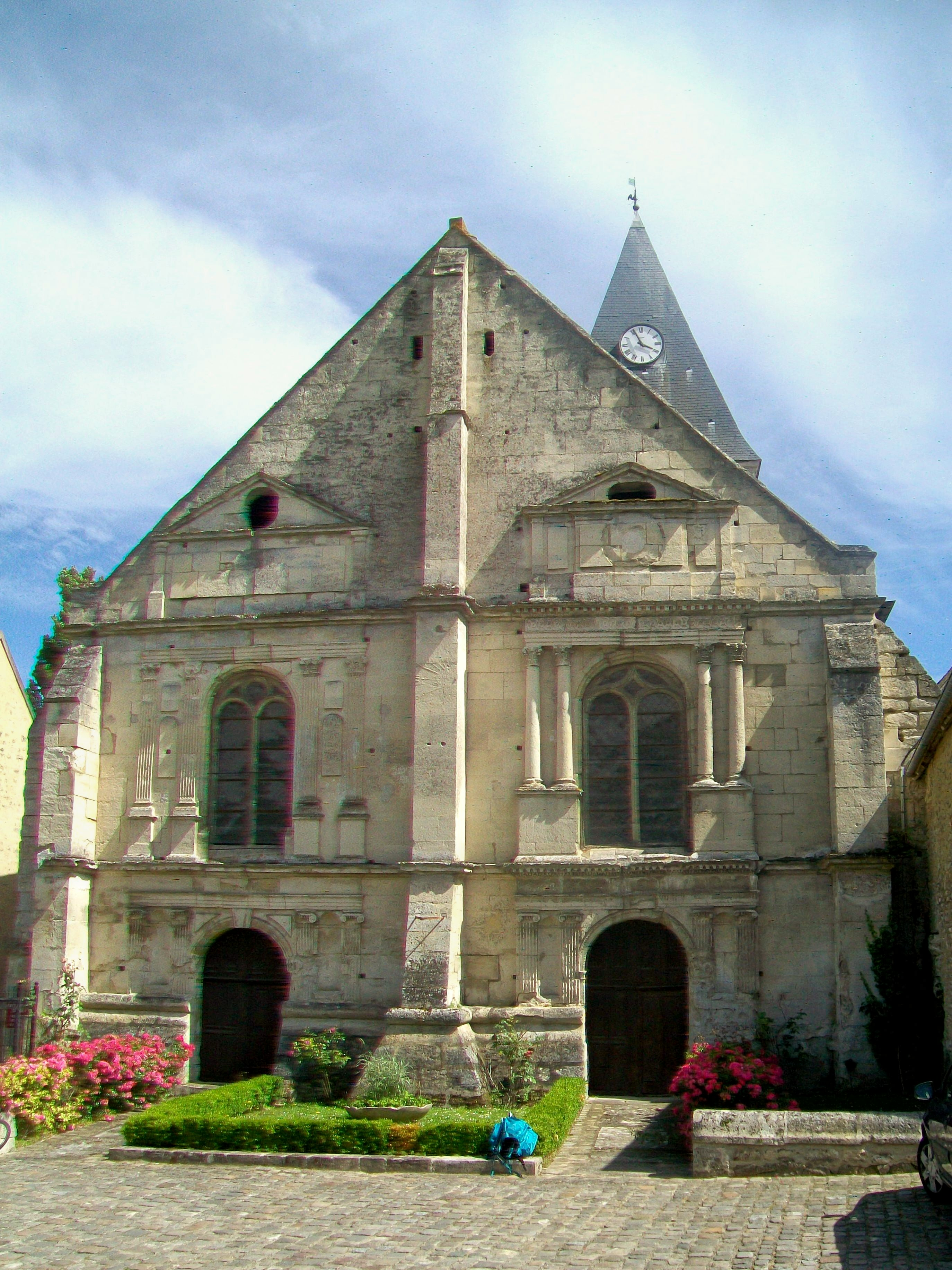
Kirche Saint-Pierre

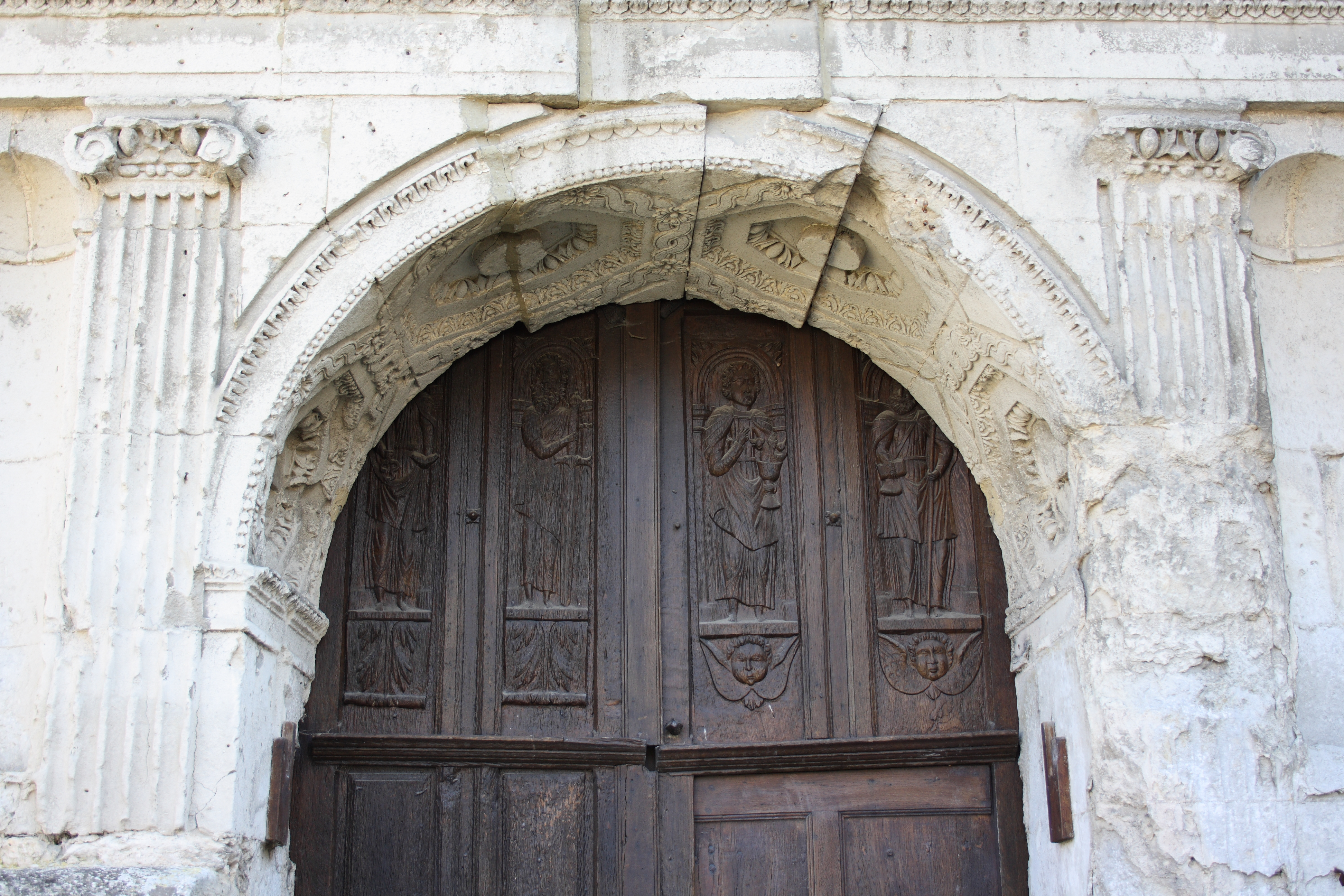
Portal

Die römisch-katholische Kirche St-Pierre in Genainville, einer französischen Gemeinde im Département Val-d’Oise in der Region Île-de-France, wurde ab dem 13. Jahrhundert errichtet. Das Bauwerk steht seit 1920 als Monument historique auf der Liste der Baudenkmäler in Frankreich.

## Geschichte
Die Kirche wurde ursprünglich als Kirche eines Priorats gebaut, deren Gebäude heute als Bauernhof genutzt werden. Schon bald diente das Gotteshaus auch als Pfarrkirche. Die beiden Kirchenschiffe aus dem 13. Jahrhundert sind der älteste Teil. Der Chor stammt aus dem Anfang des 14. Jahrhunderts. Im 16. Jahrhundert fanden größere Umbauten statt.

## Beschreibung
Das gotische Bauwerk wurde im Stil der Renaissance verändert, vor allem die Westfassade. Die dreijochigen Schiffe besitzen getrennte Satteldächer. Das Querhaus besitzt über der Vierung einen rechteckigen Turm. Die Fassade wird von Strebepfeilern gegliedert. Die Renaissancefassade zur Straße aus Haustein wird dem Architekten Jean Grappin aus Gisors zugeschrieben. Sie besteht aus drei horizontalen Zonen, die durch Gesimse getrennt werden: die Portalzone, die Fensterzone und die Giebelzone mit Dreiecksgiebeln als Schmuck. Ein massiver Strebepfeiler teilt die gesamte Fassade symmetrisch in zwei vertikale Zonen. Der untere Bereich mit den beiden Portalen wird von Pilastern geschmückt.
Das Kreuzrippengewölbe des Kirchenschiffs ruht auf gotischen Pfeilern, deren Kapitelle mit floralen Elementen geschmückt sind.

## Ausstattung
- Die Kirche besitzt ein Fußboden-Labyrinth aus dem ausgehenden 13. Jahrhundert. Es ist in einen Kalkstein geritzt und nur 75 cm auf 68 cm groß.
- Die Steinskulptur des Apostels Petrus stammt aus dem 17. Jahrhundert.
- Die polychrome Skulptur aus Nussbaum aus dem 16. Jahrhundert stellt die Madonna mit Kind dar.
- Die Holzskulptur der heiligen Katharina aus dem 15. Jahrhundert wurde 1957 gestohlen und bald danach wieder aufgefunden.
- Das Retabel des Hauptaltars aus dem 16. Jahrhundert stellt eine Kreuzigungsgruppe dar.